# Hapsa Xan
Hepse Xanî Neqîb, coneguda simplement com a Hapsa Xan   (Sulaimaniya, 1881 - 12 d'abril de 1953), va ser una activista nacionalista kurda, pionera en feminisme. Va fundar l'Associació de Dones Kurdes, la primera d'aquesta classe.
Filla de Sheikh Marif i Salma Khan, va néixer el 1881 a Sulaimaniya en el si d'una destacada família kurda i una societat patriarcal, feudal i dominada pels hòmens. Gràcies a la condició socioeconòmica de la seva família, va tenir privilegis respecte de les dones de classe baixa o de tribus diferents.
Va aconseguir renom per la seva «generositat il·limitada». Es va dedicar a millorar la situació de la dona a la societat (els rols i l'estatus que li són assignats) i es proposava l'emancipació de la dona. També va lluitar contra les desigualtats econòmiques: va sufragar personalment el cost de l'educació d'aquelles nenes les famílies de les quals no el podien assumir.
El 1920, Khan es va casar amb el líder kurd Sheikh Qadir Hafid, germà de Mahmud Barzanji, que va tenir un paper cabdal en la resistència kurda durant l'ocupació britànica de la zona. Ella va ajudar a finançar aquesta empresa, va instar d'altres a unir-se a la causa i va organitzar protestes a Sulaimaniya.
El 1926, va participar activament en la fundació de la primera escola per a noies a Sulaimaniya, ja que va anar de casa en casa acompanyada dels mestres perquè s'hi inscrivissin tantes noies com fos possible. Fins i tot va aconseguir convèncer alguns pares d'enviar les filles a estudi. Referint-se als seus dots de persuasió, la fotògrafa alemanya Lotte Errell va descriure-la com «una dona que fa fer un bot al marit quan entra a l'habitació».
El 1930, va fundar la primera organització centrada en els problemes socioculturals i econòmics de les dones kurdes, l'anomenada Associació de Dones Kurdes. L'entitat va ajudar en l'àmbit financer a dones en situació de pobresa i les seves famílies, sobretot en l'àmbit de l'educació.
Aquell mateix any, va enviar una carta a la Societat de Nacions en què defensava els drets i la sobirania dels kurds. Més endavant, el 1946, va donar suport a la declaració d'independència de Qazi Muhammad en la fundació de la República de Mahabad.
Un colp morta, després del 1953, casa seva es va convertir en una escola que encara és activa. Actualment, Xan roman una figura influent per a les dones kurdes. En aquest sentit, el febrer del 2019, el mitjà Kurdistan 24 va informar que la guanyadora d'un concurs de moda a Sulaimaniya va basar-se en el seu estil per a dissenyar el vestit tradicional vencedor.